# Caranx bucculentus
Caranx bucculentus là một loài cá biển lớn vừa phải trong họ Carangidae. Loài cá này phân bố khắp vùng biển nhiệt đới đông Ấn Độ Dương và tây Thái Bình Dương, trải dài từ Đài Loan ở phía bắc đến Úc ở phía nam. Chúng sinh sống gần bờ, được tìm thấy trong môi trường cát, bùn và cỏ biển, thường ở những vịnh lớn.